# Deutsch Langhaar
Der Deutsch Langhaar (auch Deutsch-Langhaar) ist eine von der FCI anerkannte deutsche Hunderasse (FCI-Gruppe 7, Sektion 1.2, Standard Nr. 117).

## Herkunft und Geschichtliches
Der Deutsch Langhaar ist ein Nachkomme der mittelalterlichen Habicht- und Wachtelhunde (Jagdhund), die mit dem französischen Epagneul gekreuzt wurden. Im 16. Jahrhundert taucht er wie der Epagneul in Deutschland auf und war seitdem besonders in Norddeutschland sehr verbreitet. Der Deutsch Langhaar ist ein Vertreter der vielseitigen deutschen Vorstehhunde. Er ist eng verwandt mit dem Großen Münsterländer. Aufgrund von Meinungsunterschieden über die Farbe der Hunde (braun beim Deutsch Langhaar, schwarz-weiß beim Großen Münsterländer) trennte sich die Zucht der beiden Rassen Anfang des 20. Jahrhunderts.

## Beschreibung
Der Deutsch Langhaar ist ein großer und kräftiger Hund. Er wird bis zu 70 cm groß und 35 kg schwer. Das Haar ist schlicht, fest, glatt oder leicht wellig, fest anliegend, dicht mit guter Unterwolle.
Farbe laut FCI :
Einfarbig braun.
Braun mit weißen oder geschimmelten Abzeichen (besonders an Brust und Pfoten).
Dunkelschimmel (mit größeren oder kleineren dunkelbraunen Platten; brauner Kopf, evtl. mit Blässe, Schnippe oder Stern).
Hellschimmel (mit größeren oder kleineren hellbraunen Platten; brauner Kopf, evtl. mit Blässe, Schnippe oder Stern).
Forellenschimmel (viele kleine braune Flecken auf weißem Untergrund. Kopf braun evtl. mit Blässe, Schnippe oder Stern).
Braun-weiß, entweder rein braun-weiß oder mit ganz wenigen kleinen Flecken (große braune Platten, mit Sattel oder Mantel, Kopf : braun, evtl, mit Blässe, Schnippe oder Stern).
Vereinzelt kann gelber Brand als uraltes Brackenerbe auftreten.

## Verwendung
Der Deutsch Langhaar ist ein hervorragender Vorstehhund, der sich für die verschiedensten Jagdarten eignet und ein beharrlicher Stöberhund, wird aber auch als Haushund gehalten.